# Никифор Миролесков
Никифор Цветков Миролесков е политик от БКП.

## Биография
Роден е в село Брегово (днес град) на 11 февруари 1928 г. Средното си образование завършва във Видин.
След 9 септември 1944 г. влиза в РМС, става член на БКП през 1951 г. Известно време е секретар на ДСНМ. През 1951 г. завършва школа за председатели на ТКЗС в Плевен и от следващата година оглавява ТКЗС-то в родното си село. По-късно завършва задочно висше образование по агрономство.
Награден е със Златен орден на труда. Член е на Пленума на ОК на БКП във Видин. Бил е секретар на ОК на БКП във Видин, отговарящ за селското стопанство. От 25 април 1971 до 4 април 1981 г. е кандидат-член на ЦК на БКП.
След 1989 г. е председател на „Орсовата кооперация“ в Брегово. Умира в Брегово на 31 юли 2002 г.